# خوسيه فرناندو رودايلا
خوسيه فرناندو رودايلا (بالإسبانية: José Fernando Martínez Rodilla)‏ هو لاعب كرة قدم إسباني في مركز الهجوم، ولد في 3 مارس 1950 في فيغو في إسبانيا. شارك مع منتخب إسبانيا تحت 23 سنة لكرة القدم ومنتخب إسبانيا لكرة القدم. أما مع النوادي، فقد لعب مع ريال بلد الوليد وسيلتا فيغو ونادي ريوس ديبورتيو ونادي ساباديل.

## وصلات خارجية
- خوسيه فرناندو رودايلا على موقع قاعدة بيانات كرة القدم.إي يو (الإنجليزية)
- خوسيه فرناندو رودايلا على موقع ناشيونال فوتبول تيمز (الإنجليزية)